# Secastilla
Secastilla é um município da Espanha na província de Huesca, comunidade autónoma de Aragão, de área 47,4 km² com população de 133 habitantes (2007) e densidade populacional de 3,11 hab/km².
Desde o século XI, os habitantes de Secastilla dirigem-se a Torreciudad para pedir favores, dar graças ou, simplesmente, manifestar o seu amor à  Virgem de Torreciudad.
É uma pequena localidade que conserva parte da sua estrutura medieval, com ruas estreitas, passadiços e portas de entrada no recinto. As suas casas conservam a origem defensiva da sua origem medieval.

## Demografia
| Variação demográfica do município entre 1991 e 2004 | Variação demográfica do município entre 1991 e 2004 | Variação demográfica do município entre 1991 e 2004 | Variação demográfica do município entre 1991 e 2004 |
| --------------------------------------------------- | --------------------------------------------------- | --------------------------------------------------- | --------------------------------------------------- |
| 1991                                                | 1996                                                | 2001                                                | 2004                                                |
| 190                                                 | 168                                                 | 144                                                 | 147                                                 |